# Марио Галиновић
Марио Галиновић (15. новембар 1976) бивши је хрватски фудбалер који је играо на позицији голмана.

## Статистика каријере

### Репрезентативна
| Хрватска | Хрватска | Хрватска |
| Година   | Утакмице | Голови   |
| -------- | -------- | -------- |
| 1999     | 1        | 0        |
| 2007     | 1        | 0        |
| Укупно   | 2        | 0        |

## Успеси
Осијек
- Куп Хрватске: 1999.

Панатинаикос
- Суперлига Грчке: 2009/10.
- Куп Грчке: 2009/10.